# Jules Lequier
Jules Lequier (ou Lequyer selon l'orthographe de l'acte d'état civil), né le 30 janvier 1814 à Quintin et mort par noyade dans la Manche en baie de Saint-Brieuc le 11 février 1862 est un philosophe français.
Lequier a produit une œuvre fragmentaire et inachevée. Ses principaux manuscrits, publiés de manière posthume en 1865 par Charles Renouvier sous le titre de La Recherche d'une première vérité, portent exclusivement sur la question philosophique de la liberté humaine (au sens du libre arbitre) dans sa relation avec le déterminisme et la prescience divine, avec le souci de concilier la toute-puissance de Dieu et l'absolue liberté de l'homme.
Si à la fin du XIXe siècle Charles Renouvier évoque la pensée de Lequier, il faudra attendre les travaux de Jean Grenier et de plusieurs autres spécialistes du philosophe pour comprendre les raisons pour lesquelles il a parfois été surnommé le « Kierkegaard français », et peut être considéré comme un précurseur de mouvements aussi divers que le néokantisme, le pragmatisme, l'existentialisme ou les philosophies du processus.

## Biographie
Joseph-Louis-Jules Lequier, né le 29 janvier 1814 dans le village de Quintin, est fils unique. Son père, Joseph Lequier (1779-1837), était médecin, et sa mère, Céleste-Reine-Marie-Eusèbe Digaultray (1772-1844), soignait les pauvres et les malades à l'hôpital.
Son certificat de naissance indiquait « Lequier », mais en 1834, son père a fait modifier légalement l'orthographe en « Lequyer ». Selon André Clair au cours de sa vie, Lequier n'a pas été cohérent dans la façon dont il a épelé son nom . « Lequyer » est l'orthographe de la plaque commémorative de son lieu de naissance à Quintin et de sa pierre tombale à Plérin.
Les parents de Lequier se sont installés à Saint-Brieuc, où leur fils étudie dans un petit séminaire. À l'âge de treize ans, il excelle en grec et en latin. Une éducation catholique nourrit l'intérêt de Lequier pour la philosophie et la théologie, en particulier la question du libre arbitre. La famille passait ses vacances près de Plérin, où Lequier se lie d'amitié avec Mathurin Le Gal Lasalle, c'est là aussi qu'il rencontre Anne Deszille, Nanine qu'il demande en mariage à deux reprises (en 1851 et en 1861) et qui refuse par deux fois.
En 1834, Lequier intègre l'École polytechnique à Paris (sous le nom orthographié « Lequyer ») mais l'emploi du temps rigide ne convient pas à ses habitudes contemplatives, son camarade de classe est Charles Renouvier.
Son père meurt en 1837. L'année suivante, il échoue à l'examen qui lui aurait permis de devenir lieutenant. Considérant l'offre d'entrer dans l'infanterie comme une insulte, il  annonce sa démission à l'officier examinateur,,.
Ses études à Paris lui font découvrir le déterminisme de Pierre-Simon de Laplace.
Après Paris et l'École Polytechnique, Lequier utilise l'héritage de son père pour se retirer à Plermont où il vit avec sa mère et la servante de la famille. En 1843, ils s'installent tous les trois à Paris où Lequier acquiert un poste d'enseignant de composition française à l'École Égyptienne. La mère de Lequier décède l'année suivant son installation à Paris. Inquiète de l'état d'esprit de son fils, elle le confie à la servante avec ces mots : « veille sur mon pauvre Jules. Il a dans le cœur une passion qui, je le crains, sera la cause de sa mort ».
Le 15 août 1846, jour de la célébration de l'Assomption de Marie, Lequier vit une expérience mystique occasionnée par ses méditations sur la Passion du Christ. Il décrit son expérience en alternant le français et le latin. L'indignation de Lequier à l'égard de ceux qui ont causé la souffrance du Christ se transforme, premièrement, en un profond sentiment de repentance lorsqu'il se rend compte que lui aussi a « ajouté un fardeau à la croix » par ses péchés, et, deuxièmement, en reconnaissance de l'amour de Dieu et du pardon de ses péchés. Le 19 août, l'extase religieuse lui est revenue, en communiant à l'église Saint-Sulpice. Le thème de la souffrance du Christ  est primordial ; Le premier biographe de Lequier, Prosper Hémon (1846-1918), parle de la « religiosité bizarre » du philosophe.
Lequier retourne à Plermont avec la servante en 1848, après la révolution de février de Paris, il annonce, avec l'aide de Renouvier, sa candidature à un siège au Parlement des Côtes-du-Nord comme « Républicain catholique ». Son programme publié identifie la liberté comme le fondement des droits et des devoirs et mentionne explicitement les libertés de presse, d'association, d'éducation et de religion,. Cependant, Lequier n'est pas élu.
Après l'élection, qui a lieu en avril 1848, Lequier se retire à Plermont et passe ses journées dans l'étude et la méditation. Le problème des finances se fait plus pressant. En 1851, il vend la propriété familiale de Saint-Brieuc, ne gardant que Plermont,.
Les lettres de Lequier à Renouvier indiquent qu'il fait des progrès dans son travail philosophique. Dans une lettre de novembre 1850, il note qu'il écrit « quelque chose d'inouï », à savoir que la première et la plus certaine des vérités est la déclaration de sa propre liberté  qui débouche sur l'idée que l'on est son propre travail, responsable envers soi-même, et « envers Dieu, créateur de moi-même ». Toutefois, ces travaux n'ont pas suffi à sauver Lequier du poids de ses projets ni de son dénuement ce qui, selon toute vraisemblance, a contribué à une rupture mentale. Le 28 février 1851, un voisin trouve Lequier errant avec une hache avec laquelle il avait l'intention de se couper le bras ; Lequier est emmené à l'hôpital de Saint-Brieuc pour observation. Les médecins déterminent qu'il représente un danger pour lui-même et qu'il devrait être transféré dans un établissement psychiatrique. Le 3 mars, Le Gal La Salle et l'abbé Cocheril emmènent Lequier à l'asile près de Dinan, utilisant un subterfuge pour l'y attirer. Le 12 avril, avec l'aide de Paul Michelot et de quelques amis, Lequier est emmené à Passy, près de Paris, dans le centre hospitalier du Dr Esprit Blanche.
Lequier libéré de Passy, s'est amélioré mais n'est pas complètement rétabli. Il retourne à Plermont et rompt les liens avec Le Gal La Salle.

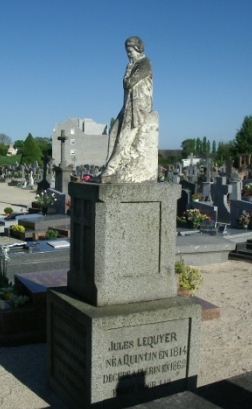
Statue de Jules Lequier, cimetière de Plérin (Côtes-d'Armor). Sculpteur : Charles-Édouard Elmerich.

Pendant deux ans après les événements de 1851, on ignore où Lequier se trouve. Ses lettres à Renouvier dans les derniers mois de 1855 indiquent que deux ans plus tôt, il était allé à Besançon comme  professeur de mathématiques au Collège Saint-François Xavier.
À la fin de 1855, Lequier est de retour à Plermont, pour ne jamais repartir.
En 1858, sur une recommandation, Lequier devient tuteur de Jean-Louis Ollivier, le fils âgé de treize ans d'un douanier qui admire la rhétorique de Lequier.
Lequier emploie Ollivier comme secrétaire pour transcrire ses propres écrits en un texte lisible. Ollivier reste au service de Lequier pendant deux ans. Il est remplacé par Jean-Louis Le Hesnan, un homme de vingt ans.
L'année suivante, son état de santé se  détériore. Ses voisins lui disent qu'il perd la notion du temps, qu'il vient à des heures tardives, sans explication. Ses cheveux et sa barbe, qui n'étaient plus soignés, deviennent prématurément blancs. Son regard devient  perdu et vide. Les espoirs chimériques de Lequier de se marier avec Nanine sont ravivés lorsque, le 28 décembre 1861, le père de la jeune femme meurt —  il croyait que son père était le principal obstacle au mariage —. Il la demande de nouveau en mariage ; mais au cours de la première semaine de février, il apprend son refus, qu'elle a clairement exprimé comme définitif.
Le comportement de Lequier est alors devenu frénétique et erratique. Il a eu d'étranges hallucinations et a parlé de mettre fin à ses souffrances. Le mardi 11 février 1862, Lequier se rend à la plage avec Le Hesnan, se jette de l'eau sur la poitrine et saute dans la baie. Il nage jusqu'aux limites de ses forces, jusqu'à ce qu'il ne soit plus qu'à peine visible parmi les vagues ; selon Le Hesnan, les dernières paroles de Lequier n'auraient pas été un cri de détresse mais un adieu à Nanine : « Adieu Nanine ». À neuf heures du soir, le corps de Lequier échoue sur la grève.
Est-ce un suicide ou un défi ; la question s'est posée,,.

## La recherche d'une première vérité
Si dans un premier temps Renouvier a quelque peu estompé la foi catholique dans la quête de Lequier, les exégètes du XXe siècle , Grenier, Tilliette ou Clair sont d’accord pour affirmer que la pensée et les interrogations de Lequier adressées aux théologiens avec un siècle d’avance sont inséparables de sa culture chrétienne et catholique et de sa connaissance d’Augustin, Thomas d’Aquin ou Jean Duns Scot. Sa pensée est  déchirée et parente, quoique différente, de celle de Pascal en ce qui concerne la prédestination, la grâce et l’élection divine. Elle s’articule autour de la notion de temps et d’éternité, la notion de possible et surtout celle de  liberté. Avec le souci de concilier la toute-puissance de Dieu et l'absolue liberté de l'homme.
Sa recherche a besoin de l’épreuve de l’irréfutabilité, ainsi reprenant le questionnement cartésien et le doute systématique des Méditations métaphysiques, Lequier le poursuit dans un cheminement intellectuel qui questionne en même temps l’autonomie de la pensée .
La formule de Lequier : « Faire, non pas devenir, mais faire et en faisant se faire », consacre, en tant que première croyance, la liberté comme pouvoir créateur présent en chaque  homme et qui s’éprouve, lors d’expériences communes à tous et anodines, comme celle de Lequier enfant qui posa sa main sur un buisson, débusquant un petit oiseau qui en s'envolant se fit happer par un épervier. Cet événement le terrorisa, car il lui montrait les conséquences nécessaires de sa liberté, à lui, de faire ou ne pas faire : « C'est moi qui l'ai livré, me disais-je avec tristesse : le caprice qui m'a fait toucher cette branche, et non pas cette autre, a causé sa mort. […] Tel est donc l'enchaînement des choses. » . Plus tard, il écrira : « L'homme aujourd'hui en rassemblant les réminiscences de ce trouble extraordinaire qu'éprouva l'enfant, l'éprouve derechef ; je ne peux plus distinguer les angoisses de l'un des angoisses de l'autre ; la même idée, terrible, irrésistible, inonde encore de sa clarté mon intelligence, occupant à la fois toute la région et toutes les issues de la pensée. » dans La Feuille de Charmille,,, fragment de sa pensée, qu’il considérait comme le seul achevé et qu’il fit lire à ses proches.
Ainsi la découverte de la liberté est corrélativement celle de la nécessité ;  comment concilier l'une et l'autre, le fait de chercher n'apporte pas la solution, mais on trouve non ce qu'on cherche, mais qu'on cherche. C'est cette recherche qui suit la croyance créatrice du  « Faire et en se faisant, se faire. ».
Elle signifie chez Lequier, que la première et fondamentale démarche de l'esprit est une affirmation de la liberté par la liberté même. Le savoir en découle, dont l'homme qui sait est l'auteur, et nul autre. La croyance en la liberté est une première vérité, elle n'est pas la vérité entière.
Cette découverte est à l’origine de tourments métaphysiques. Lequier a lu la Destination de l’homme de Fichte   et a surtout été intéressé par l'idée de la nécessité contenue dans la première partie ;  lecture qui lui fit écrire : « Nous nous sommes rencontrés, ô Fichte ! La pensée de toute ma vie m’a conduit dans cette terrible solitude [qu'] ouvrit un jour une des méditations de ton Génie ». Lequier emprunte le langage de Fichte et parle de la personne humaine comme d'une « indépendance dépendante ». Lequier a retrouvé chez Fichte son propre déchirement en face de l’alternative qui oppose au XIXe siècle les besoins contradictoires de la science et de la morale, de reconnaître conjointement un déterminisme universel régissant la nature (y compris l’homme) et le sentiment d’une liberté, faisant de l’homme un être responsable de son destin.
Persuadé de son génie, Lequier souhaitait réaliser une œuvre monumentale composée de huit livres, comportant des textes qu’aucun homme ne lirait sans éprouver « la forte émotion d’une secousse électrique ». Le fragment qui devait ouvrir le premier livre (intitulé Le problème de la science) est La Feuille de Charmille, texte introductif à l’ensemble de l’œuvre. Le premier livre comporte sept parties, parvenues à la postérité dans une forme lacunaire et fragmentaire, mais dont l’ensemble demeure cohérent. Le deuxième livre, inexistant, eut été la Critique des solutions explicites ou implicites de la question de la méthode (constamment séparée par la philosophie de la question du libre arbitre sans laquelle cette question de la méthode ne peut se résoudre ni se poser). Les livres trois, quatre, cinq et six devaient contenir des Vues sur l’avenir du libre arbitre dans l’éducation et le développement de la personne, la constitution de la famille, l’organisation de l’État et la vie de l’Église. Le septième livre aurait eu pour titre : Le Legs. Confidence. Conseils et appels à un enfant - Épisode : Dinan. On y aurait trouvé une mise en abyme philosophique de sa conception de la liberté, au travers de la description d’une épreuve d’enfermement qu’il endura à l’asile psychiatrique de Dinan en 1851. Le huitième livre, rédigé presque en entier, porte sur Les indications de la liberté considérée comme principe de la science et dogme fondamental du catholicisme : Probus ou le principe de la science (plus communément nommé Le Dialogue du prédestiné et du réprouvé) et Abel et Abel, une parabole biblique sur l'élection, qui aboutit à l'idée que le choix n'est pas fait par Dieu, mais par l'homme. Si Dieu choisit, c'est en réalité pour donner à l'homme l'occasion de choisir. La prédestination n'est donc plus scandaleuse, le choix de Dieu ne fait que susciter le choix de l'homme qui, celui-ci, est décisif,.

## Charles Renouvier, l'ami et le disciple

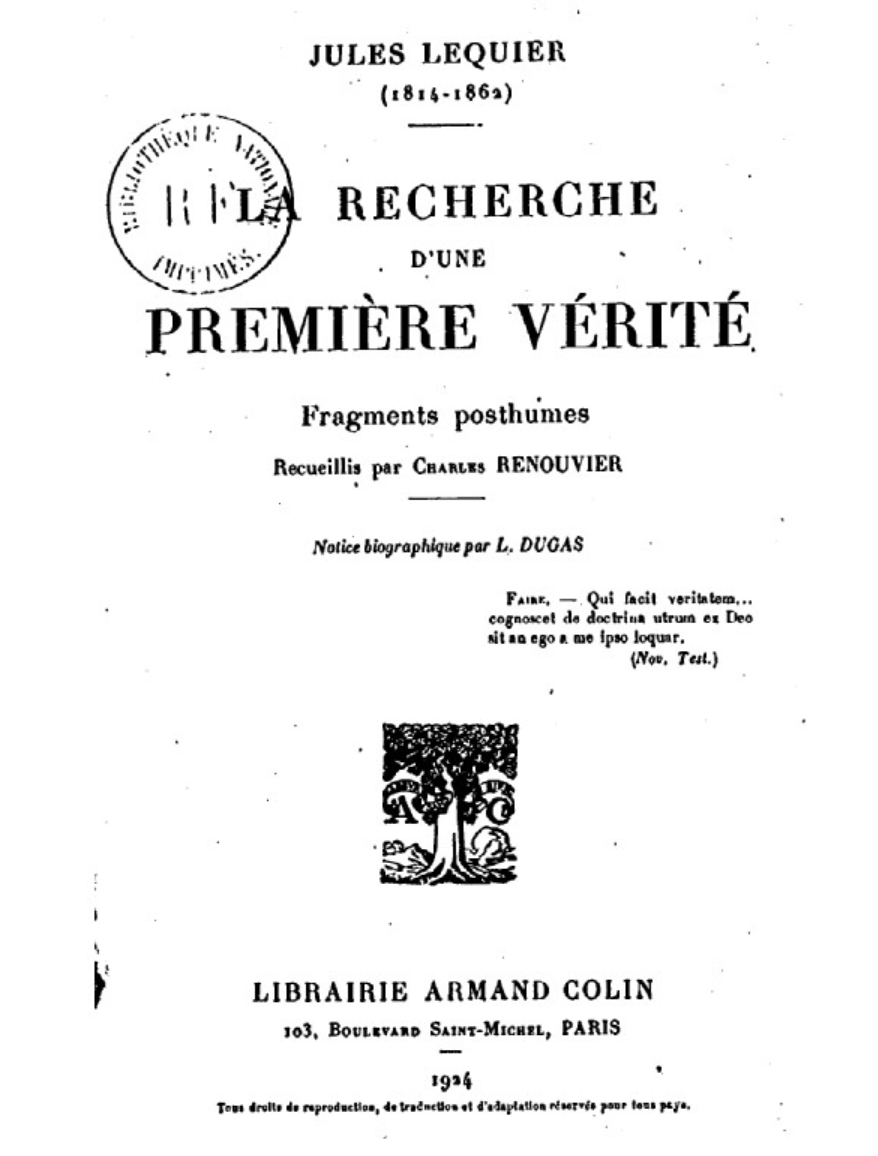
La Recherche d'une Première Vérité, Jules Lequier, Fragments posthumes, recueillis par Charles Renouvier, 1924.

Sans l’amitié et la gratitude du philosophe Charles Renouvier (1815-1903) envers celui qu’il considérait comme son maître, le nom et l’entreprise philosophique de Jules Lequier auraient été perdus. Renouvier a en effet sauvé d’un irrémédiable oubli la mémoire de Lequier, en acquérant ses archives, retrouvées dans sa demeure de Plérin au lendemain de sa mort. En 1865, il a été le premier éditeur de l’œuvre de Lequier, en publiant à titre personnel 120 exemplaires de La recherche d’une première vérité, fragments du premier et du huitième livre de l’œuvre projetée par son défunt ami. Afin de diffuser la pensée de Lequier il distribua cet ouvrage en France et à l’étranger à des personnes susceptibles de reconnaître la marque d’un grand génie (William James aux États-Unis, Charles Secrétan en Suisse), il inséra des fragments dans certaines de ses œuvres et fit apposer une petite statue sur la tombe de Lequier, au  cimetière de Plérin.
Au moment où il honore la mémoire de celui qu’il rencontra lors de leurs études à l’École polytechnique, Renouvier est un philosophe reconnu qui vient d’asseoir son système néo-criticiste (dénommé ainsi par référence à ses emprunts au criticisme de Kant). Renouvier doit à Lequier de lui avoir inculqué la « croyance rationnelle » dans la liberté, au cours des nombreux entretiens qu’ils eurent ensemble à Paris. Feignant néanmoins d’ignorer les fragments théologiques et mystiques de l’homme de foi que fut son ami, Renouvier présenta en 1865 un Lequier uniquement rationaliste. Fervent laïc, il pensait impossible la conciliation souhaitée par Lequier des dogmes du catholicisme avec sa doctrine de la liberté et considérait les fragments qui s’y rapportaient indignes d’être publiés,.

## Les interprètes de la philosophie de Jules Lequier
« Un philosophe inconnu, Jules Lequier », tel est l’intitulé du premier article publié sur Lequier dans la Revue philosophique de la France et de l'étranger, en 1898, par Gabriel Séailles (1852-1921), . Ce dernier a pris connaissance de la vie et l’œuvre de Jules Lequier grâce à  Baptiste Jacob (1858-1909), qu’il a connu par l’intermédiaire du sociologue Célestin Bouglé (1870-1940), ami intime de Jacob. Reçu premier à l’agrégation de philosophie en 1887, Baptiste Jacob a été la première personne à étudier les fragments de Lequier, grâce à Charles Renouvier, qui les lui a envoyés dès 1890. Malgré sa volonté de déchiffrer l’intégralité des fragments de Lequier, ses convictions de  déterministe et de philosophe laïc, ainsi que des soucis de santé vont le contraindre à abandonner son projet de livre.
Ce travail sera repris quelques décennies plus tard par Jean Grenier (1898-1971), qui a pris connaissance de la vie et de l’œuvre de Jules Lequier lors de ses études secondaires à Saint-Brieuc. Quelques années plus tard, il consacre au philosophe une thèse d’État : La Philosophie de Jules Lequier. Ayant parcouru le cheminement intellectuel de Lequier au travers de ses manuscrits dorénavant conservés à Rennes [archives complémentaire : le Ms 449 du fonds François Duine, Bibliothèque interuniversitaire de Rennes-centre], Grenier dévoile le parti pris de Renouvier d’avoir présenté un Lequier uniquement rationaliste. Afin de mettre à jour la presque intégralité de sa pensée, Grenier étudie les fragments théologiques et mystiques ignorés par Renouvier. Grâce aux indications biographiques relevées par Prosper Hémon, un érudit de la région de Saint-Brieuc, il dévoile l’importance de l’éducation catholique de Lequier, reçue de  sa mère pendant son enfance bretonne. Le Cantique à la conscience, hymne à la conscience catholique rédigé quelque temps avant sa noyade dans la baie de Saint-Brieuc, atteste d’une foi ardente jusqu’à la fin de sa vie. Selon Grenier, Lequier a voulu établir une « philosophie chrétienne », à la fois fidéiste et rationnelle, la liberté étant corrélativement « le dogme fondamental du catholicisme » et « le principe de la science ». Par ses travaux d’interprétation et d’édition (Œuvres complètes en 1952) et par l’intermédiaire de ses nombreuses connaissances dans le milieu des lettres françaises Grenier a été le principal promoteur de la pensée de Lequier, en France, durant le XXe siècle.

## Une pensée de signification universelle
Après une première réédition aux Éditions de l'Éclat en 1985, de Comment trouver comment chercher une première vérité, puis, en 1991, de Abel et Abel, suivi d'un inédit de Lequier et d'une biographie également inédite par Prosper Hémon édité par Gérard Pyguillem, André Clair, alors professeur à l’université de Rennes 1, réédite en 1993 les fragments de La recherche d’une première vérité, accompagnés d’une introduction et de trois autres textes de Lequier : le Dialogue d’Eugène et de Théophile, le Discours sur les Personnes divines et la Dernière page.
Par la suite, dans un essai sur la philosophie de Jules Lequier intitulé Métaphysique et Existence, publié en 2000 , Clair relit les fragments : « L’unique tâche philosophique de Lequier a consisté dans la recherche d'une première vérité.[…] L'œuvre de Lequier dessine une figure très originale, à la croisée de la philosophie réflexive (à la suite de Descartes et de Fichte), du dialogue philosophique le plus rigoureux et du roman d’existence. […] La tension de la pensée y est extrême, signifiant l'écart entre l'exigence de totale rationalité et l'exaltation de la passion. […]  C'est en cela, une interrogation d'une singulière acuité dans laquelle la métaphysique et l’existence vécue se rejoignent […] et qu’est reconnue, et même  « faite » , la première vérité sous la figure de la liberté. ». Selon Clair, « l’œuvre exigeante et singulière de Lequier, pensée sur les grèves d’Armor et parmi les bruyères et les ajoncs, est bien de signification universelle ».
Le philosophe américain Charles Hartshorne (1897-2000), importe aux États-Unis les idées de Lequier à la suite d’une rencontre avec le philosophe Jean Wahl, auteur d’un essai suivi d'un choix de textes de Lequier. Dans la lignée de Hartshorne, Donald Wayne Viney, professeur de philosophie à l'Université d'État de Pittsburg (Kansas), a rédigé des articles sur la pensée de Lequier et ses rapprochements avec la philosophie du processus. Viney a aussi réalisé des traductions de fragments en langue anglaise et une biographie sur Lequier.
En 2007, un essai biographique complété par un choix de textes comportant des fragments inédits du philosophe parmi lesquels La Fourche et la quenouille a été publié par Goulven Le Brech, évoquant « une vie plus qu'une œuvre, ou, plutôt, une vie qui fait œuvre » (T. De Toffoli, Revue philosophique, janvier-mars 2009). Dans Le paradoxe de la pensée, les exigences contradictoires de la pensée philosophique, Vincent Citot évoque la philosophie de Lequier à plusieurs reprises (Éditions du Félin, 2011),.

## L'association «Les amis de Jules Lequier»
Fin 2009 a été créée l'association (loi 1901) des « amis de Jules Lequier » , présidée par Goulven Le Brech et dont le but est de rassembler les personnes intéressées par l'œuvre et la vie de Jules Lequier et faire connaître le philosophe par le biais de publications, journées d’études, expositions, commémorations. Cette association publie une revue annuelle : les Cahiers Jules Lequier , dont le premier numéro date de 2010. Sept Cahiers Jules Lequier ont été publiés, avec l'aide des Éditions de l'Éclat et des Editions les Perséides (Cahier n°6). En 2012, dans le cadre de l'anniversaire des 150 ans de la mort du philosophe, l’association a œuvré à la réalisation d’une exposition, « Jules Lequier, les chemins de la liberté » réalisée et conservée par la Bibliothèque municipale de Saint-Brieuc. En 2014, pour les 200 ans de la naissance de Lequier, l'association a organisé un colloque international à l’École normale supérieure (Paris), regroupant des spécialistes français, américains, italiens, portugais et japonais du philosophe.

## Publications

### Éditions des fragments de Lequier
- Jules Lequier, La recherche d'une première vérité, Charles Renouvier, Saint Cloud, Imprimerie Veuve Belin, 1865, (BNF 0796541v) puis 1924, Armand Collin (BNF 30796542) et 1993 avec André Clair, augmenté d'autres textes, PUF, (BNF 35581041).
- Jules Lequier 1814-1862, introduction et choix par Jean Wahl, Les classiques de la liberté, Genève-Paris, Traits, Trois collines, 1948. (BNF 35671739).
- Jules Lequier et Jean Grenier, Œuvres complètes de Jules Lequier, Neuchâtel, La Baconnière, 1952, (BNF 32375264).
- La dernière page ; préface de Jean Grenier ;  illustrations de Raoul Ubac, éditeur: Veilhes : G. Puel, 1968, donateur: Pierre-André Benoit, (BNF 33077311).
- Je vois un pays aride, GLM, Paris, 1970 (BNF 34813747).
- Comment trouver, comment chercher une première vérité  (préf. Claude Morali, postface Michel Valensi), Éditions de l'éclat, 1985, 126 p. (ISBN 978-2-905372-00-0, lire en ligne).
- Abel et Abel, précédé de: Posper Hémon: Notice biographique concernant Jules Lequier (texte établi et présenté par Gérard Pyguillem) ; suivi de L'incommunicable secret caché sous ce mot "nous" - inédit de Jules Lequier, texte établi et présenté par Michel Valensi, Éditions  de l’éclat, 1991.
- Jules Lequier, Comment trouver, comment chercher une première vérité ? suivi de La Fragilité du cogito de Claire Marin, Paris, Allia, 2009, 112 p. (ISBN 978-2-84485-327-1, présentation en ligne).
- Jules Lequier (préf. Louis Prat-Ludovic Dugas), La Recherche d'une première vérité : Essai philosophique, Primento, Ligaran, 2015, 416 p. (ISBN 978-2-335-04983-1, lire en ligne).

### Traductions des fragments
- Giulio Lequier, Opere, a cura di Augusto Del Noce (qui signe un préface de 130 pages), Bologne, Zanichelli, « I Grandi Filosofi» 13, collana diretta da Luigi Pareyson, 1968.
- Translation of Works of Jules Lequyer: The Hornbeam Leaf, The Dialogue of the Predestinate and the Reprobate, Eugene and Theophilus (traduction par Donald Wayne Viney, avant-propos par Robert Kane), Lewiston, New York, The Edwin Mellen Press, 1998.
- Jules Lequyer’s “Abel and Abel” Followed by “Incidents in the Life and Death of Jules Lequyer” (traduction par Mark West, biographie par Donald Wayne Viney, avant-propos par William L. Reese), Lewiston, New York, The Edwin Mellen Press, 1999.
- The Hornbeam Leaf (édition bilingue de La Feuille de Charmille), traduction, notes sur la vie et la pensée de Lequyer et bibliographie sélective par Donald Wayne Viney, Logo-Sophia Press, 2010.
- Juru Rukie no "Kumashide no ha" - Honyaku to chukai" (La Feuille de Charmille de Jules Lequier, traduction japonaise et commentaires), Ko Murase, Les études de la culture européenne, no 26, Section d'étude littéraire de l'École doctorale de l'Université Seijo, Tokyo, 2007, p. 49-71.

#### Études sur Lequier
: document utilisé comme source pour la rédaction de cet article.
- Jean Grenier, La Philosophie de Jules Lequier, Paris, Belles Lettres, publications de la Faculté des Lettres d’Alger, 1936  (édition complétée par des documents inédits). Réédition par Calligrammes, Quimper, 1983.
- Jean Wahl, Jules Lequier, La Baconnière, 1948, (BNF 35671739).
- Xavier Tilliette, « Prédestination et Liberté chez Lequier », dans Recherches de sciences religieuses, Paris, 1961, 32 p. (lire en ligne).
- Êmile Callot, Propos sur Jules Lequier, philosophe de la liberté ; réflexions sur sa vie et sur sa pensée, Paris, Rivière, 1962, 142 p. (OCLC 11354893),(BNF 32938785).
- Xavier Tilliette, Jules Lequier ou le tourment de la liberté, Paris-Bruges, Desclée de Brouwer, 1964.
- (en) Harvey Harter Brimmer, Jules Lequier and his process philosophy, Atlanta, 1975 (OCLC 1728683).
- Jean-Marie Turpin, Sol ou Jules Lequier, Paris, Hallier, 1978. (roman)  (ISBN 978-2-86297-000-4).
- Alain Vinson : L’idée d’éternité chez Jules Lequier , 1992, in Les Études Philosophique, numéro 2 (avril-juin).
- André Clair, Métaphysique et Existence, essai sur la philosophie de Jules Lequier, Paris, Vrin, 2000, 190 p. (ISBN 978-2-7116-1419-6, présentation en ligne).
- Ghislain Deslandes, Court traité sur la recherche d'une première vérité, Editions Ovadia, Nice•Paris•Bruxelles•Montréal, 2020[47].
- Ghislain Deslandes, « « L'amitié stellaire » de trois chrétiens philosophes, Kierkegaard, Pascal, Lequier », Études, Paris,‎ juillet-août 2002, p. 53-62. (lire en ligne).
- Goulven Le Brech, Jules Lequier, Rennes, La Part Commune, coll. « Silhouettes littéraires », 2007.
- André Clair, Kierkegaard et Lequier, lectures croisées, Paris, Cerf, 2008, 210 p. (ISBN 978-2-204-08688-2, présentation en ligne).
- Louis Prat, Contes pour les métaphysiciens : les réalités, les vérités, les mystères, Nimes, C.Lacour, 2009, 268 p. (ISBN 978-2-7504-2184-7, BNF 42000264).
- Il existe également des études en italien[48], en norvègien[49], et une thèse intitulée Die Freiheit als Grundprinsip  der menschlichen Selbstverwerklichung : Versus einer Synthese aus den Manuskripten Jules Lequiers par Jürgen Hengelbrock, spécialiste  allemand de Camus et Sartre[50],[51].

#### Cahiers Jules Lequier, revue de l'Association des amis des Jules Lequier
- Cahiers Jules Lequier, no 1/2010, De Renouvier à Lequier : hommage à Baptiste Jacob (1858-1909) et Gérard Pyguillem (1920-2001), Goulven Le Brech (éditorial), Donald Wayne Viney (article), Goulven Le Brech (article), Baptiste Jacob (article, réédition), Charles Renouvier (correspondance, réédition et inédit), Michel Valensi (article), Gérard Pyguillem (article, inédit), Gentilly, Association « Les amis de Jules Lequier », 2010.
- Cahiers Jules Lequier, no 2/2011, Jules Lequier et la Bretagne - Bibliographie commentée sur Lequier, Goulven Le Brech (éditorial), Jacques Josse (entretien), Yannick Pelletier (article), Donald Wayne Viney et Goulven Le Brech (présentation et bibliographie), Gentilly, Association « Les amis de Jules Lequier », 2011.
- Cahiers Jules Lequier, no 3/2012, 150e anniversaire de la mort du philosophe : témoignages et perspectives, Jules Lequier, Le possible et le nécessaire, Goulven Le Brech (éditorial), Ernest Hello (article, réédition), Mathurin Le Gal La Salle (correspondance, inédit) Delphine Bouit (article), Antonio Vieira (conte), Goulven Le Brech (présentation), Jules Lequier (fac-similés de fragments et transcriptions, inédit), Gentilly, Association « Les amis de Jules Lequier », 2012.
- Cahiers Jules Lequier, no 4/2013, La liberté en question. Lectures de Lequier, Goulven Le Brech (éditorial), André Clair (article), Jean-Luc Evard (article), Goulven Le Brech (présentation), Paul Ricœur (article, inédit), Gentilly, Association « Les amis de Jules Lequier », 2013.
- Cahiers Jules Lequier, no 5/2015, Entretiens, lettres et documents, Goulven Le Brech (éditorial), Delphine Bouit (entretien), Robert Misrahi (entretien), Rolland Savidan (entretien), Heather Dohollau (entretien et lettre, inédit), Jean Grenier (lettre, inédit), Goulven Le Brech (article), André Clair (article), L’Haÿ-les-Roses, Association « Les amis de Jules Lequier », 2015.
- Cahiers Jules Lequier, no 6/2016, Jules Lequier, une philosophie de la liberté, sous la direction de Goulven Le Brech et Frédéric Worms, Actes du colloque international du 30 septembre 2014, École normale supérieure, éditions Les Perséides-Association « Les amis de Jules Lequier », 2016. Introduction, Goulven Le Brech, Jules Lequier, 1814-2014 : le long chemin de la reconnaissance, Première partie - La métaphysique de Jules Lequier, André Clair, Lequier penseur de l'universel concret, Ko Murase, Lequier et la recherche d'un commencement, Deuxième partie - La liberté en question, Maria Rita Scarcella, Jules Lequier et l'ontologie de la liberté, Antonio Vieira, La quête de la liberté chez Jules Lequier, Troisième partie - Jules Lequier et l'Histoire de la philosophie, Frédéric Worms, Jules Lequier et le moment philosophique de l'après-seconde Guerre Mondiale, entre Wahl et Ruyer, Marie-Claude Blais, Postuler la liberté ? Ce que la philosophie républicaine de Renouvier doit à Jules Lequier, Donald Wayne Viney, La réception américaine de Jules Lequier, de James à Hartshorne, Donald Wayne Viney, La dernière page de Jules Lequier, Quatrième partie - Une philosophie pérenne, Delphine Bouit, La liberté, de Sartre à Lequier, Vincent Citot, Du commencement sceptique à l'ontologie de la liberté, Lequier et l'exigence de la pensée, Présentation des intervenants, Eléments bibliographiques, Index nominum.
- Cahiers Jules Lequier, no 7/2018 [Nouvelle formule], De Lequier : Jules Lequyer, lettre à Frédéric Zurcher (1844), Sur Lequier : André Clair, Déduction ou narration ? Lequier et l'affirmation de la liberté, Autour de Lequier : Jean Wahl, Lequier (note), Dieu à l'hédoniste (poème), Vincent Citot, A quoi bon philosopher ?, L’Haÿ-les-Roses, Association « Les amis de Jules Lequier », 2018.
- Cahiers Jules Lequier, n°8/2021 : Jules Lequier, Pensées et aphorismes de 1838 (Cahier C). Lequier aujourd’hui, entretien avec Ghislain Deslandes. Xavier Tilliette, Projet de préface (inédit) ; Lettre à Jean Grenier ; Jean Grenier, Sur le livre de Tilliette. Comptes rendus par Donald Wayne Viney, Michel Valensi, Michele Sciotti.
- Cahiers Jules Lequier, n°9/2022 : La feuille de charmille, Lequier et la nature, Ludovic Dugas. De Lequier : « La feuille de charmille, texte, variante et commentaire », Ludovic Dugas, Sur Lequier : André Clair : Lequier et le rapport du moi à la nature, Autour de Lequier : Goulven Le Brech : Ludovic Dugas (1857-1943), philosophie, psychologie, pédagogie mêlées, Ludovic Dugas : Les idées pédagogiques du philosophe Jules Lequier, professeur à l’école égyptienne de Paris (1844-1848), Ludovic Dugas : Jules Lequier, professeur de langue française.
- Cahiers Jules Lequier, n°10/2024 : Lequier et le moment tragique de la philosophie française, Augusto Del Noce, traduction de l’italien par Christophe Carraud, préface de Jean-Louis Poirier, « Le passage des Alpes ». Illustration de Tanguy Dohollau.